# 1001 w literaturze
Wydarzenia literackie w 1001 roku.

## Urodzili się
- Wallada bint al-Mustakfi, poetka arabska z Andaluzji[1].

## Zmarli
- Hrotsvitha, mniszka i pisarka[2].